# زمین‌لرزه ۱۹۳۱ جزایر سلیمان
زمین‌لرزه جزایر سلیمان در تاریخ ۳ اکتبر ۱۹۳۱ میلادی، برابر با ‎۱۰ مهر ۱۳۱۰، ساعت ۱۹:۱۳:۲۰ به زمان یوتی‌سی در جزایر سلیمان رخ داد. ژرفای این زلزله ۳۵ کیلومتر بود. بزرگی آن ۷٫۸ در مقیاس Mw اعلام شده‌است. زمین‌لرزه به وقت محلی در روز یکشنبه، ساعت ۶ روی داده و منطقه زمانی آن یوتی‌سی +۱۱ بوده‌است.
سازمان زمین‌شناسی آمریکا نیز جای این زمین‌لرزه را در مختصات ۱۰°۳۰′جنوبی ۱۶۱°۴۵′شرقی / ۱۰٫۵°جنوبی ۱۶۱٫۷۵°شرقی و بزرگی آنرا برابر با ۷٫۹ در مقیاس ریشتر اعلام کرده‌است. ژرفای گزارش شده از سوی این سازمان ۳۳ کیلومتر می‌باشد.
سونامی نیز در این زلزله گزارش شده‌است.